# Гипотеза Минковского
Гипотеза Минковского — предположение, согласно которому для любой решётки {\displaystyle L\subset \mathbb {R} ^{n}} с определителем {\displaystyle 2^{n}} и любого вектора {\displaystyle v=(v_{1},v_{2},..,v_{n})} найдётся элемент {\displaystyle x=(x_{1},x_{2},..,x_{n})\in L} такой что 
{\displaystyle |(x_{1}-v_{1})(x_{2}-v_{2})\dots (x_{n}-v_{n})|\leqslant 1}
- Случай {\displaystyle n=2} этой гипотезы был доказан Минковским[1]
- При {\displaystyle n=3} гипотезу Минковского доказал Ремак[2]
- При {\displaystyle n=4} гипотезу Минковского доказал Дайсон [3]
- При {\displaystyle n=5} гипотезу Минковского доказал Скубенко [4]